# 戸川昌士
戸川 昌士（とがわ まさし、1949年 - ）は、日本の著作家、古書店店主。ペンネームは戸川昌子に由来する。

## 著作リスト
主に廃盤レコード（たまに古本）の収集活動について書いた、『猟盤日記』シリーズ（既刊4冊）と『助盤小僧』シリーズ（既刊2冊）にまとめられたコラムとエッセイの他、短編漫画シリーズ「匂い小僧」や一枚漫画として機能している「ちんき堂」ポストカードを手がける他、単発的な形で短編小説も執筆された。著作のほとんどに、湯村輝彦と湯村が立ち上げたデザイン会社フラミンゴ・スタジオが協力している。『猟盤日記』シリーズ各回の表紙は実弟の絵師・ミッチイ河鍋（本名：大筆路夫、2014年死去）が担当していた。
- 匂い小僧　-1980年代から現在まで、『宝島』、『ガロ』、戸川の単行本などで発表された戸川原作・湯村輝彦作画の短編漫画シリーズ[3]。
- 猟盤日記　ジャングルブック, 1996.2
- 進め! 猟盤日記（猟盤日記　第2巻）　ジャングルブック, 1998.6
- おまた!! 猟盤日記（猟盤日記　第3巻）　太田出版, 2001.4
- Qさんみたいに　-『あかまつ』[4]。創刊号（2001.6）に掲載された処女小説[5]。
- 助盤小僧　太田出版, 2002.3
- キンテリ日記（「新キンテリ日記」と「新々キンテリ日記」を含む）　-湯村輝彦『決定版 ヘタうま大全集』（テリー・ジョンスン名義、ブルース・インターアクションズ、2005.5）に収録。湯村ファンとしての活動が断続的に記録されている[6]。
- やられた! 猟盤日記（猟盤日記　第4巻）　東京キララ社, 2005.12
- 古本パンチ（助盤小僧　第2巻）　東京キララ社, 2008.5
- あなもん  Pヴァインレコード,2019.6[7]